# هرم (يافع)

تعديل مصدري - تعديل

هرم هي إحدى قرى عزلة لبعوس بمديرية يافع التابعة لمحافظة لحج، بلغ تعداد سكانها 185 نسمة حسب تعداد اليمن لعام 2004.